# Sporobolus alopecuroides
Crypsis alopecuroides · Crypside faux vulpin, Crypsis faux Vulpin
Espèce
Synonymes
- Agrostis brachystachys (C.Presl) Schult. & Schult.f.
- Alopecurus fulvus Forssk. ex Steud.
- Alopecurus geniculatus Sibth. ex Steud.
- Chilochloa explicata (Link) Roem. & Schult.
- Crypsis aegyptiaca Tausch
- Crypsis alopecuroides (Piller & Mitterp.) Schrad.
- Crypsis explicata (Link) F.Herm.
- Crypsis geniculata Roem. & Schult.
- Crypsis macrostachya Brot.
- Crypsis nigricans Guss.
- Crypsis phalaroides M.Bieb.
- Crypsis schoenoides Hochst. ex Steud.
- Crypsis sicula Jan
- Crypsis tenuissima Tausch
- Heleochloa alopecuroides (Piller & Mitterp.) Host ex Roem.
- Heleochloa alopecuroides var. celakovskyi (Rohlena) Soó
- Heleochloa alopecuroides var. nigricans (Guss.) Soó
- Heleochloa brachystachys (C.Presl) K.Richt.
- Heleochloa explicata (Link) Hack. ex Fritsch
- Phalaris explicata Link
- Phalaris geniculata Sm.
- Phleum alopecuroides Piller & Mitterp.
- Vilfa brachystachys C.Presl[2]

Statut de conservation UICN

 LC  : Préoccupation mineure
Sporobolus alopecuroides (syn. Crypsis alopecuroides), de noms communs Crypside faux vulpin, Crypsis faux Vulpin, est une espèce de plantes à fleurs annuelle de la famille des Poaceae et du genre Sporobolus.

## Description

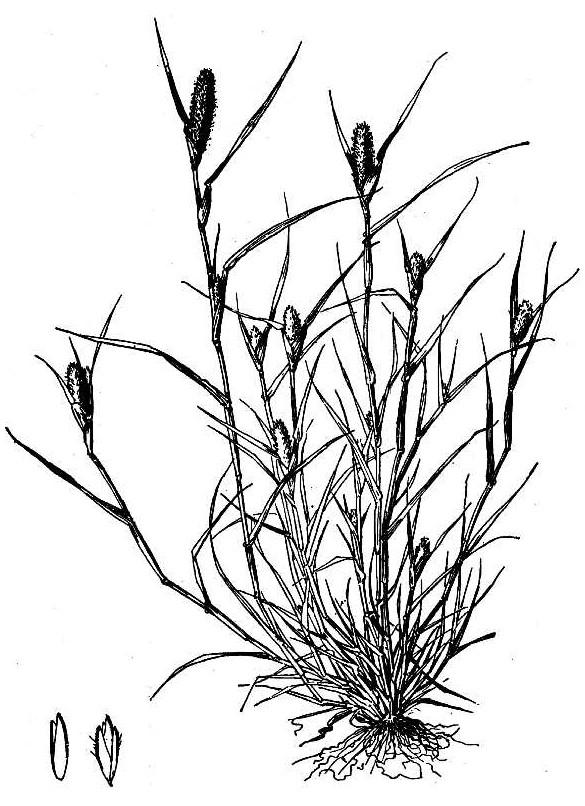
Illustration botanique.

### Appareil végétatif
C'est une petite plante annuelle, atteignant 30 cm de hauteur, à tiges genouillées et arrondies. Les feuilles sont un peu glauques, courtes, étalées et aiguës ; les gaines sont subcylindriques, à peine renflées ; la ligule est remplacée par une ligne de poils.

### Appareil reproducteur
L'inflorescence est un panicule spiciforme, cylindrique, 4 à 5 fois plus long que large (jusqu'à 8 cm de long), violet noirâtre, entourée à sa base par la gaine foliaire supérieure peu dilatée ; l'épillet est subsessile, petit (2–3 mm), à une seule fleur sessile ; les glumes sont légèrement inégales, l'inférieure plus courte et plus étroite, à une seule nervure, peu aiguës et plus courtes que les glumelles, ciliées ou dentées sur la carène ; les glumelles sont peu inégales. La floraison se déroule de juillet à octobre.

### Confusions possibles
La Crypside faux vulpin peut être confondue avec Crypsis schoenoides, qui possède des tiges carénées-aplaties, une panicule longtemps enveloppée par la gaine renflée de la feuille supérieure, et des fleurs nettement pédicellées. Par ailleurs, une observation rapide peut amener des confusions avec, par exemple, Phleum arenarium, qui présente, lui, une ligule membraneuse, et non une ligne de poils.

## Habitat et écologie
Thérophyte, c'est une espèce adventice à éclipses, qui peut disparaître pendant plusieurs années et réapparaître brutalement, et parfois abondamment, durant une saison. Elle pousse dans les champs sablonneux inondés l'hiver, dans les mares temporaires des chemins et des champs, sur les grèves sablonneuses des rivières et des étangs ; elle ne s'élève pas en altitude.

## Répartition
La Crypside faux vulpin est présente en Europe méditerranéenne et centrale, au nord jusqu'en France, en Bohême, en Russie, en Ukraine, dans une grande partie de l'Asie tempérée et de la Sibérie centrale, ainsi qu'au Maghreb. En France, l'espèce est rare et très disséminée, présente dans l'est (Lorraine, Bourgogne, Franche-Comté), dans le Bassin parisien, dans le centre, dans l'Ouest et le Sud-Ouest ; elle est très rare voire absente dans le Bassin méditerranéen et en Corse.
L'espèce a été introduite en Amérique du Nord et se rencontre dans la moitié Ouest des États-Unis et au Nord du Mexique.

## Menaces et conservation
L'espèce a très fortement régressé, et elle a non seulement disparu d'une grande partie de la France, mais son aire de répartition s'est considérablement rétrécie dans toute l'Europe. Elle est principalement menacée par le drainage des milieux ouverts humides, cultivés ou non, comme de l'artificialisation des berges de cours d'eau. L'espèce est classée « en danger critique d'extinction » (CR) en Auvergne et Île de France, et « en danger » (EN) en Bourgogne, Poitou-Charentes et Rhône-Alpes.